# Live-System
Der Begriff Live-System oder Direktstartsystem bezeichnet in der Informatik ein Betriebssystem, das ohne Installation gestartet werden kann, normalerweise ohne den Inhalt der im System vorhandenen Massenspeicher (z. B. Festplatten oder SSDs) zu beeinflussen. Das gesamte Betriebssystem wird dazu in der Regel auf einem bootfähigen Medium installiert, zum Beispiel auf einem Flash-Speicher wie einem USB-Stick, auf einer CD-ROM oder DVD. Oder es wird ohne ein physisches Bootmedium über das Netzwerk von einem Server, beispielsweise im Rahmen von dem Preboot Execution Environment (PXE), das Live-System zur Verfügung gestellt. So wird ein Rechnerstart ohne Festspeicher oder ohne vorinstalliertes Betriebssystem ermöglicht.

## Eingrenzung
Mit Live-Systemen oder Direktstartsystemen können auch Rechner ohne bzw. mit beschädigtem Massenspeicher oder (vorinstalliertem) Betriebssystem gestartet werden. Sie lassen sich auf startfähigen Wechseldatenträgern installieren.
In der Regel wird dann vom entsprechenden Speichermedium gestartet. Bei Windows-Rechnern müssen die Einstellungen dafür gegebenenfalls im BIOS vorgenommen und bei Macs die C-Taste gedrückt werden. Nach dem Starten steht eine fertig eingerichtete Betriebssystem-Umgebung mit verschiedenen Anwendungsprogrammen bereit.
Nach Entfernung des Startmediums und einem Neustart des Rechners ist dieser wieder im Ursprungszustand, da das ursprüngliche Betriebssystem auf der Festplatte vom Live-System in der Regel nicht verändert wird. Alle Daten des Live-Systems sind dann wieder verschwunden, da diese nur in den Hauptspeicher geschrieben wurden und die Festplatte bei den meisten Live-Systemen gar nicht "gemountet" werden. Solange man das nicht absichtlich tut, kann man die darauf enthaltenen Daten gar nicht ändern. Dann werden bei Benutzung eines Live-Systems keinerlei Benutzeraktivitäten oder Änderungen dauerhaft gespeichert und somit auch keine digitalen Spuren im installierten Betriebssystem hinterlassen.
Man kann jedoch Dateien auf Festplatte, einem USB-Stick oder einem anderen Festspeicher speichern, z. B. Konfigurationsdaten. Diese können dann später – nach dem nächsten Hochfahren oder auf einem anderen Rechner – erneut genutzt werden. (Siehe auch Roaming.)
Wenn man ein Live-System dazu benutzen will, um ein anderes Betriebssystem auf dem Rechner zu reparieren, muss man dazu den Festspeicher mounten, auf dem das zu reparierende System liegt. Sobald man das getan hat, kann man das andere Betriebssystem auch weiter beschädigen. Bei den meisten Live-Systemen muss man zum Mounten und oft sogar für den Zugriff auf Daten des anderen Betriebssystems besondere Zugriffsrechte (Root-Konto) erlangen.
Je nach Zielgruppe und Anwendungsbereich bauen Live-Systeme auf verschiedenen Betriebssystemen auf und umfassen verschiedene Anwendungen. Weil kein Schreibzugriff auf gegebenenfalls vorhandene Festspeicher benötigt wird, eignen sich Live-Systeme besonders für die Hardware-Diagnose und Datenrettung sowie sicheres Internetsurfen. Um Fehler des Betriebssystems auf dem Festspeicher zu beheben, muss man sich in der Regel Schreibzugriff darauf verschaffen.

## Entwicklung und Ausblick
Bereits die ersten Platten-orientierten Betriebssysteme (DOS) ließen sich direkt vom (schreibgeschützten) Startmedium betreiben, auf das nach dem Start nicht – oder nur in Ausnahmefällen – lesend zugegriffen werden musste. Beispiele sind frühe Unix-Versionen, AmigaOS, CP/M, MS-DOS 1.0 (1981) und Mac OS (1984), die damals noch von „Live-Disketten“ betrieben wurden; dieser Begriff selbst war aber früher unbekannt: man hatte schlicht keine anderen Speichermedien, denn Festplatten – so sie denn für das System überhaupt verfügbar waren – waren „unbezahlbar“ teuer. Mit größerer Komplexität der Betriebssysteme wurden später Installationen auf der Festplatte notwendig und Live-Startmedien gerieten in Vergessenheit.
Bequemen Umgang mit Live-CDs ermöglichte dann Mac OS 7. Es wurde mit einer startfähigen Installations-CD oder mehreren Disketten ausgeliefert. Durch einfaches Verschieben eines Systemordners auf CD ließ sich eine voll funktionstüchtige Live-CD erstellen. Macintosh-Anwendungen laufen meist problemlos von einer CD, da sie nicht auf eine beschreibbare Windows-Registrierungsdatenbank oder ähnliches angewiesen sind.
Großes Interesse der Öffentlichkeit und zunehmende Verbreitung fanden Live-CDs mit der Entwicklung von Knoppix, von dem es mittlerweile zahlreiche Derivate gibt.
Die Firma Microsoft hat für die Verwaltung großer Unternehmensnetzwerke Windows PE (Preinstalled Environment) an Entwickler verteilt – eine nicht öffentlich verfügbare Live-CD mit Windows 2000. Das Unternehmen hatte kein Interesse an einfach zu erstellenden und bequem benutzbaren Live-CDs, da sich dadurch eine nur einmal erworbene Windows-Version beliebig und für den Hersteller nicht nachprüfbar auf verschiedenen Rechnern einsetzen ließ, was gegen die Lizenzbedingungen verstößt, wenn von einer Betriebssystem-Einzellizenz Live-CDs erstellt und an Dritte weitergegeben werden; deshalb unterstützt Microsoft das Projekt Bart PE auch nicht. Von Windows Vista wurde jedoch eine PE-Version als Beilage zu Computerzeitschriften verteilt. Außerdem ist Windows PE seit Vista frei im Internet als Teil von WAIK verfügbar und es gibt auf der Microsoft-Website frei zugängliche Anleitungen zum Erstellen eines Windows PE Datenträgers.
Das Linux-Betriebssystem Mandriva Move war konzipiert als ein Live-System, das kommerziell vertrieben wurde. Der Vertrieb wurde allerdings bereits nach kurzer Zeit wieder eingestellt, und Mandriva veröffentlicht seitdem seine Live-Distribution unter dem Namen Mandriva One. Diese kann man kostenlos herunterladen oder als konfektionierte CD bestellen. Der Preis für die CD deckt vermutlich nur die Verwaltungs- und Versandkosten, da er sich in ähnlichen Preisregionen bewegt wie für andere Linux-Distributionen auf CD oder DVD. Es ist fraglich, wie stark sich Live-Systeme vermarkten lassen, da es einerseits viele relativ ausgereifte, frei erhältliche Varianten gibt, andererseits sich die dauerhafte Anwendung einer Live-CD in der Praxis auf Anwendungen wie Firewalls beschränkt, da der Inhalt der CDs nicht verändert werden kann. Hierfür kann die Installation dafür auf einem beliebig großen USB-Stick abgespeichert werden (Persistenter Modus, Roaming).
Mittlerweile gibt es von den meisten Linux-Varianten eine Live-Version zum unverbindlichen Testen. Da Live-Systeme als kostenlose Download-Version einen großen Umfang an Software mitbringen, erfreuen sie sich zunehmender Beliebtheit. Im Falle von Systemcrashs oder Virenbefall sind sie ein einfach zu bedienendes Medium, das ein großes Spektrum an Hilfsmaßnahmen bietet.
Mit Damn Small Linux und Puppy Linux gibt es weitere Betriebssysteme, die sich komplett auf CDs oder USB-Sticks installieren lassen. Die heutigen Speicherkapazitäten von (beschreibbaren) Sticks und SD-Karten, auch für Live-Systeme von DVD-Umfang, haben noch freien Speicherplatz übrig für Daten, Einstellungen und zusätzliche Programme. Somit eignen sich Live-Systeme in Verbindung mit einem USB-Stick auch als mobiler Arbeitsplatz (z. B. Mandriva Move).

## Einsatzmöglichkeiten von Live-Systemen

### Zum Ausprobieren
Da ein Live-System grundsätzlich keine Daten auf die Festplatte schreiben muss, eignet es sich dazu, alternative Betriebssysteme auszuprobieren, ohne dabei Gefahr zu laufen, bei Fehlkonfigurationen oder Installationsproblemen Schaden zu verursachen.

### Systemumzug auf neuen Datenträger oder anderen Rechner
Gebootet von einem separaten Medium, lassen sich Betriebssystem(e) und Daten komplett oder selektiv auf eine andere Festplatte übertragen (Migration). Voraussetzung dafür ist, dass vom ursprünglichen Datenträger ein entsprechendes Speicherabbild (Image) mittels Backup erstellt wurde.

### Reparatur eines bestehenden Systems
Viele Live-Systeme (wie z. B. Knoppix) enthalten Analyseprogramme: Um bei Schwierigkeiten mit einem installierten Betriebssystem Fehler zu finden und zu beheben, bootet man ein Live-System, das sich auf einem Wechseldatenträger befindet. Für den Vollzugriff auf die Festplatten braucht man in der Regel Root- bzw. Administrator-Berechtigungen. So können mittels Live-CD eventuell noch Daten gerettet oder das System repariert werden. Um Daten zu retten, braucht man nur Leserechte, für eine Reparatur in der Regel zusätzlich Schreibrechte. Damit man versehentlich keinen Schaden durch Schreiboperationen anrichtet, ist bei Live-Systemen oft erst nur der Lesezugriff erlaubt. Zusätzliche Schreibzugriffsrechte muss man dann erst anfordern, manchmal pro Datei, die man ändern will, z. B. indem man sudo vor die Kommandos schreibt.
Nach einem irreparablen Systemzusammenbruch kann man statt einer Neuinstallation ein zuvor gesichertes Speicherabbild (Image-Backup) zurück schreiben (Restore). Danach ist das wiederhergestellte System wieder genau so, wie es in dem Moment war, als das Image gemacht wurde. Nach Anfertigung des Images installierte Programme fehlen in einem so wiederhergestellten System, was erwünscht oder auch unerwünscht sein kann. Wenn der Rechner so organisiert war, dass das Betriebssystem und die Anwenderdaten in der gleichen Partition liegen (was bei Windows-Systemen meistens und von Haus aus der Fall ist), dann gehen alle Änderungen an den Anwenderdaten bei Wiederherstellung durch Image-Zurückspielen verloren. Deshalb wird oft empfohlen, alle eigenen Daten in Benutzerverzeichnissen zu speichern, die auf einer oder mehreren vom Betriebssystem getrennten Partition liegen.

### Sicherer ins Internet
Sofern keine Schreibrechte für Festplatten erteilt werden, ist es stark erschwert, sich über ein Live-System aus dem Internet dauerhaft mit Malware zu infizieren, da diese mangels Speicherung in der Regel nach einem Neustart nicht mehr vorhanden sind. Gegen Phishing nutzt ein Live-System hingegen kaum.

### Datenschutz
Unter Nutzung eines Live-Systems werden kaum oder sehr viel weniger Spuren auf dem benutzten Rechner hinterlassen. Somit sind Rückschlüsse auf die Person oder auf die von ihr mit dem Rechner unternommenen Tätigkeiten deutlich erschwert oder nicht möglich. Ein nicht kommerzielles Live-System-Projekt, das sich besonders der datensensiblen Nutzung von Computersystemen widmet, ist die Linux-Distribution Tails.

### Media-Center
Ein Live-System eignet sich gut als Streaming-Client für Audio- und Videodaten und kann auch als Streaming-Server oder für Auftritte als DJ sowie VJ Verwendung finden. Das Live-System dyne:bolic unterstützt einige dieser Funktionen.

### Virenbekämpfung auf nicht mehr startbaren Systemen
Die c’t-Redaktion veröffentlicht in regelmäßigen Abständen die auf Ubuntu basierende Live-Distribution Desinfec’t (ehemals Knoppicillin), die Linux-Versionen mehrerer Virenscanner und Treiber für alle gängigen Dateisysteme inklusive NTFS (Windows) enthält und dafür genutzt werden kann, Viren und andere Malware aufzuspüren und zu löschen, die vom gestarteten Wirtssystem aus u. U. nicht entdeckt werden können. (Virenscanner sind in der für jedermann kostenlosen Download-Variante nicht mehr enthalten.)

## Übersicht Live-Systeme

### Linux
Sehr verbreitet sind Live-Systeme auf CD oder DVD zum Kennenlernen von Linux. Sie lassen den Festplatteninhalt bewusst unverändert. Die meisten Live-Systeme lassen sich auf Wunsch auch unmittelbar auf der Festplatte installieren und danach dauerhaft als vollwertiges Betriebssystem nutzen.
Einige Beispiele sind hier aufgelistet; für eine umfangreiche Liste mit bekannten Live-Distributionen siehe Liste von Linux-Distributionen
- Austrumi ist eine auf geringen Ressourcenverbrauch spezialisierte Live-Distribution und basiert auf Slackware
- Bankix wurde vom c’t Magazin für sicheres E-Banking entwickelt und basiert auf Ubuntu.[2][3]
- CentOS bietet als Live-System nutzbare CD- oder DVD-Images zum Download an.[4]
- Damn Small Linux ist eine auf geringen Ressourcenverbrauch spezialisierte Live-Distribution, von USB-Stick bootbar.
- Fedora bietet ab der Version 7 zu jeder Version einzelne Ausgaben (Spins) zum Download an, die sich als Live-System nutzen lassen.
- FluxFlux baut auch auf Slackware auf, nutzt zudem den Fensterverwalter Openbox (für Desktops, Note- und Netbooks) und GTK2 (für Anwendungen); wurde früher wohl auf CD und wird gegenwärtig (Stand: 2018) auf USB-Stick oder 4-GB-SDHC-Kärtchen vertrieben
- Grml ist für Systemadministratoren und Benutzer von textbasierten Werkzeugen geeignet, unter anderem als Rettungs-CD.
- INX ist ein Konsolenlinux als Live-CD auf Basis von Ubuntu. Es eignet sich für Anfänger, die den Umgang mit der Konsole und deren Möglichkeiten kennenlernen wollen. Es enthält keinen graphischen Desktop.
- Kanotix ist eine auf Debian basierende Live-Distribution mit sehr guter Unterstützung für aktuelle Hardware. Außerdem ermöglicht ein Installer die Installation von Kanotix auf eine Festplatte.
- Knoppix ist die wohl bekannteste Linux-Live-Distribution, auf DVD oder CD.
- Lightweight Portable Security (LPS) wurde vom US-Verteidigungsministerium entwickelt. Es ermöglicht sicheres Surfen im Internet (z. B. Online-Banking, Online-Sitzungen auf fremden Rechnern) und verhindert den Zugriff auf lokale Festplatten.
- Freespire, eine kostenlose Variante des kommerziellen Betriebssystems Linspire.
- Linux Mint ist eine auf Ubuntu basierende Distribution. Die eigentliche Installation des Betriebssystems erfolgt über das Live-System.
- Mandriva One Live-Distribution von Mandriva.
- Morphix ist ein Projekt, bei dem man sich eine eigene Live-CD aus bestehenden Modulen bauen kann (wird nicht mehr weiterentwickelt).
- Pardus ist ein ausgereiftes Desktop-Betriebssystem mit hervorragender Hardware-Unterstützung, das auch als Live-System von CD/DVD benutzt werden kann.
- Parted Magic ist ein GNU/Linux-Livesystem u. a. zur Datenrettung z. B. mit TestDisk und Festplatten-Partionierung
- Puppy Linux ist eine platzsparende Linux-Distribution, die unter anderem direkt von CD oder USB-Stick gestartet werden kann.
- Scientific Linux bietet als Live-System nutzbare CD- oder DVD-Images zum Download an.[5]
- Slack2Go war eine auf Slackware basierende Live-Distribution mit sehr guter Unterstützung für aktuelle Netbooks
- SliTaz ist eines der kleinsten modernen Betriebssysteme mit einer grafischen Oberfläche. Es lässt sich auch auf die Festplatte installieren.
- SystemRescueCd ist ein Gentoo-Linux-Livesystem. Die CD wurde als kleines Rettungs- bzw. Notfallsystem entworfen, um Betriebssysteme zu reparieren und Daten wiederherzustellen.
- Ubuntu Privacy Remix ist eine auf Ubuntu basierende Live-CD mit dem Ziel, eine abgeschottete und sichere Arbeitsumgebung zur Bearbeitung sensibler Daten bereitzustellen.
- Ubuntu gab es bis Version 5.10 auf getrennten Live- und Install-CD, ab Version 6.06 ist es eine CD/DVD, von der sich ein Livesystem booten lässt. Über dieses Livesystem ist dann eine grafische Installation möglich. Trotzdem gibt es weiterhin die Möglichkeit des textmodus-basierenden Installierens für langsamere Computer sowie spezielle Einstellungen.
- Vyatta Open-Firmware-Router ist eine auf Debian basierende Router-Lösung.

### BSD
- FreeBSD
  - FreeSBIE
  - m0n0wall ist eine Live-Firewall
  - FreeNAS ist ein Live-NAS-Server
- NetBSD
- OpenBSD
- PC-BSD
- DragonFly BSD

### Windows
- BartPE (auf Windows XP basierend)
- LiveSystem pro (auf Windows XP, Vista, Win7 und Win8 basierend)
- ReactOS
- WinBuilder (auf Windows basierend)
- Windows PE (steht für Preinstallation Environment)
- Hiren’s BootCD PE (Auf Windows 10 basierend)

### Andere Betriebssysteme
- AFROS Live-CD: AFROS ist ein komplett freies TOS (Atari) kompatibles Betriebssystem, für die Live-CD auf eine Linux-Distribution als Unterbau gesetzt, beispielsweise Slax oder Knoppix. Alle zum Unterbau kompatiblen Rechner können AFROS als Live-System ausführen.
- BeOS-LiveCD (XBEOX) und Shots BeOS-LiveCD: Basis ist BeOS
- ZETA-Live-CD: Nachfolger von BeOS
- Durafox Live-Distribution:Basis ist Unix
- eComStation: (OS/2-Nachfolger)
- FreeDOS: CD Distribution
- macOS Live-CD: Kann mit BootCD von laufendem OS X individuell erstellt werden
- MS-DOS: Alle Versionen lassen sich auch von Diskette starten
- OpenSolaris Live-CD
- SchilliX Live-CD: Basis ist OpenSolaris
- Syllable Live-CD

## Live-Systeme selbst erstellen
Es gibt mittlerweile auch einige Tools, die das Erstellen eigener Live-Systeme erleichtern:

### Erstellung Linux-basierter Live-CDs
- für die Fedora-Distribution: Kadischi
- für die Ubuntu-Distribution: remastersys (Weiterentwicklung eingestellt)
- für Slackware: Slax
- für Mandrake-Projekt/PClinuxOS: mklivecd
- für die Debian-Distribution: dfsbuild, bootcd, remastersys (Weiterentwicklung eingestellt)
- für die Debian-Distribution: Morphix, umfangreiche Toolsammlung und fertige Module zur Erstellung Debian-basierter Live-CDs
- für Dreamlinux: MKDistro
- für Archlinux: Larch oder archiso
- für OpenSuse: SuseStudio ist als umfangreiche Online-Hilfsumgebung zum Erstellen von Live-Betriebssystemen auf Basis einer OpenSuse-Distribution (Server, JeOS, KDE, Gnome, MinimalX) geeignet

#### Erstellen von Linux-Live-Systemen unter Windows
- LinuxLive USB Creator zur Erstellung diverser Linux-Live-Systeme auf bootbaren USB-Sticks von Windows aus
- UNetbootin ist ein Tool zum Erstellen von bootfähigen USB-Sticks aus Linux-ISOs komplett mit Bootloader. Als Linux- und Windows-Version verfügbar. Kann eine Auswahl an Distributionen direkt herunterladen oder beliebige startfähige ISOs verwenden.

### Erstellung von macOS-Live-Systemen am Mac
- Ältere Versionen von macOS lassen sich mittels BootCD auf CD/DVD brennen. Auch das Erstellen bootfähiger Flashspeicher ist möglich.

### Erstellung Windows-basierter Live-CDs
- Windows XP, Windows Server 2003: Bart PE
- ab Windows XP: WinBuilder
- Windows XP, Windows Vista, Windows 7, Windows 8: LiveSystem pro